# Mallorca
Mallorca hay Majorca (tiếng Catalunya: Mallorca, tiếng Tây Ban Nha: Mallorca) là một đảo thuộc quần đảo Baleares nằm trên Địa Trung Hải.
Thủ phủ của đảo là Palma cũng là thủ phủ của cộng đồng tự trị quần đảo Baleares.
Cũng giống như các đảo Minorca, Ibiza và Formentera trong quần đảo Baleares, Mallorca là điểm đến du lịch cực kỳ thu hút, đặc biệt là du khách từ Đức, Ireland, Ba Lan, Hà Lan, các quốc gia vùng Scandinavia và Anh Quốc. Tên gọi của đảo khởi nguồn từ tiếng Latinh "insula maior", nghĩa là "đảo lớn".

## Địa lý
Mallorca có hai vùng núi non dài khoảng 70 km, chiếm 2/3 diện tích đảo ở phía tây bắc và phía đông. Đỉnh cao nhất là Puig Major cao 1.445 m, tuy nhiên vì đỉnh này nằm trong khu quân sự nên đỉnh núi cao nhất mà du khách có thể tiếp cận là đỉnh Puig de Massanella cao 1.364 m gần đó. Bờ biển đông bắc đảo gồm hai vịnh là Badia de Pollença và Badia d'Alcúdia, trong đó Badia d'Alcúdia lớn hơn. Vùng bờ này gồ ghề và có nhiều vách đá. Vùng trung tâm từ Palma trở đi là đồng bằng tương đối bằng phẳng và màu mỡ, gọi là Es Pla. Đảo Mallorca có nhiều hang đá cả trên và dưới mặt biển. Hai trong số các hang trên mặt biển có hồ ngầm dưới đất và mở cửa đón khách tới thăm, đó là Coves dels Hams và Coves del Drach. Cả hai hang này đều nằm gần thị trấn Porto Cristo ở bờ đông. Mallorca là đảo lớn nhất về diện tích và đông dân cư thứ hai ở Tây Ban Nha (sau đảo Tenerife ở quần đảo Canaria). Khí hậu đảo mang đặc điểm miền Địa Trung Hải, lượng mưa cao đáng chú ý ở vùng núi Serra de Tramuntana. Về mùa hè, vùng đồng bằng nóng nhưng chuyển sang ôn hòa đến mát mẻ vào mùa đông, duy có dãy Tramuntana thì chuyển lạnh, có khi có tuyết rơi.
Ngoài khơi Mallorca là hai đảo nhỏ: Cabrera ở đông nam Palma và Dragonera ở tây Palma.

## Hành chính

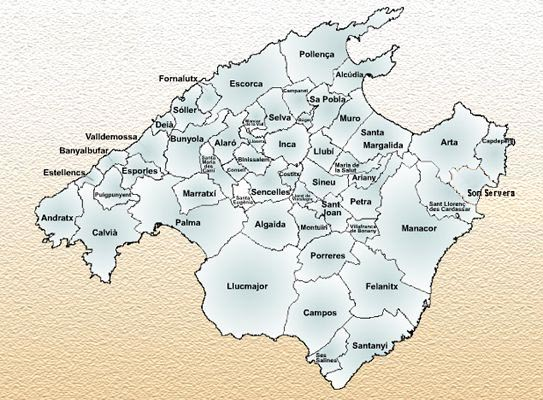
Các đô thị tự trị của Mallorca

Về mặt hành chính, đảo được chia thành các đô thi tự trị sau:
| - Alaró - Alcúdia - Algaida - Andratx - Ariany - Artà - Banyalbufar - Binissalem - Búger - Bunyola - Cala Ratjada - Calvià - Campanet - Campos - Capdepera - Consell - Costitx - Deià - Escorca | - Esporles - Estellencs - Felanitx - Fornalutx - Inca - Lloret de Vistalegre - Lloseta - Llubí - Llucmajor - Manacor - Mancor de la Vall - Maria de la Salut - Marratxí - Montuïri - Muro - Palma - Petra - sa Pobla | - Pollença - Porreres - Puigpunyent - Santa Eugènia - Santa Margalida - Santa María del Camí - Santanyí - Sant Joan - Sant Llorenç des Cardassar - Selva - Sencelles - Ses Salines - Sineu - Sóller - Son Servera - Valldemossa - Vilafranca de Bonany |